# Città e villaggi arabi spopolati durante la guerra arabo-israeliana del 1948
Assommano a circa 400 le città e villaggi arabi spopolati durante la guerra arabo-israeliana del 1948, che hanno provocato l'esodo delle loro popolazioni.
Alcune località furono interamente distrutte e rese inabitabili; altre restarono abitate da poche centinaia di residenti e furono ripopolate da immigranti ebrei e successivamente chiamate in modo diverso, secondo le tradizioni storico-culturali ebraiche.
Queste aree, che entrarono a far parte dello Stato d'Israele, mantennero un'esigua presenza araba in circa 100 villaggi e due città. Gli arabi palestinesi rimasero in piccolo numero in alcune città più importanti e popolose (Haifa, Giaffa e Acri); e Gerusalemme fu divisa tra Transgiordania (presto diventata Giordania) e Israele stessa. Quasi 30 000 palestinesi rimasero nella Città Santa, in quella che divenne nota come "parte araba" di Gerusalemme (o, semplicemente, Gerusalemme Est). All'incirca 30 000 rifugiati non-ebrei si sistemarono del pari a Gerusalemme Est, mentre 5 000 rifugiati ebrei si spostarono dalla parte orientale della Città Santa in quella occidentale ebraica. Un numero enorme di residenti arabi, e altre componenti non-ebraiche - come greci e armeni, che vivevano nelle città entrate a far parte dello Stato d'Israele (Acri, Haifa, Safad, Tiberiade, al-Majdal Asqalan, Beersheba, Giaffa e Beisan) - fuggirono o furono espulsi. Molti dei palestinesi dei villaggi vicini che erano rimasti, furono sistemati all'interno d'Israele e classificati come "Presenti assenti".
Vi sono più di libri e resoconti riguardanti i villaggi palestinesi che documentano la storia dello spopolamento provocato dalle forze israeliane. Queste pubblicazioni sono basati sulle testimonianze concesse dagli abitanti di quei villaggi.
Le città e i villaggi sottoelencati sono ricordati secondo l'articolazione in sotto-distretti redatta dall'amministrazione mandataria.

## Cittadine e città
- Acri
- Haifa
- Safad
- Tiberiade
- Ramle
- Lydda
- al-Majdal, Askalan
- Beersheba
- Giaffa
- Beisan

## Villaggi

### Sotto-distretto di Acri
- al-Bassa - attacco militare, espulsione condotta dalle forze dell'Yishuv, 14 maggio 1948[5]
- al-Birwa - attacco militare, 11 giugno 1948[5] o metà luglio
- al-Damun - attacco militare, 15–16 luglio 1948.[5]
- al-Ghabisiyya[5]
- al-Kabri – attacco militare, intimidazione, 21 maggio 1948.[5]

- al-Manshiyya – attacco militare, 14 May 1948[5]
- al-Mansura – espulsione da parte delle forze dell'Yishuv, primi di novembre del 1948[5]
- al-Nabi Rubin
- al-Nahr - attacco militare, 21 maggio 1948.[5]
- al-Ruways
- al-Sumayriyya attacco militare, 14 maggio 1948[5]

- al-Tall (Tell) - attacco militare, 21 maggio 1948[5]
- Amqa - attacco militare, 10–11 luglio 1948.[5]
- Arab al-Samniyya
- Al-Zib - attacco militare, 14 maggio 1948[5]
- Dayr al-Qassi
- Iqrit - espulsione da parte delle forze dell'Yishuv, primi di novembre 1948.[5]

- Kafr 'Inan – espulsione da parte delle forze dell'Yishuv, febbraio 1949[5]
- Khirbat Iribbin
- Khirbat Jiddin
- Kuwaykat – attacco militare, 10 luglio 1948.[5]
- Mi'ar
- Sha'ab[6]
- Suhmata - attacco militare, 30 ottobre 1948[5]

- Suruh - espulsione da parte delle forze dell'Yishuv, primi di novembre 1948[5]
- Tarbikha, espulsione da parte delle forze dell'Yishuv, primi di novembre 1948[5]
- Umm al-Faraj - attacco militare, 21 maggio 1948[5]

### Sotto-distretto di Beersheba
- al-Imara
- al-Jammama
- al-Khalasa

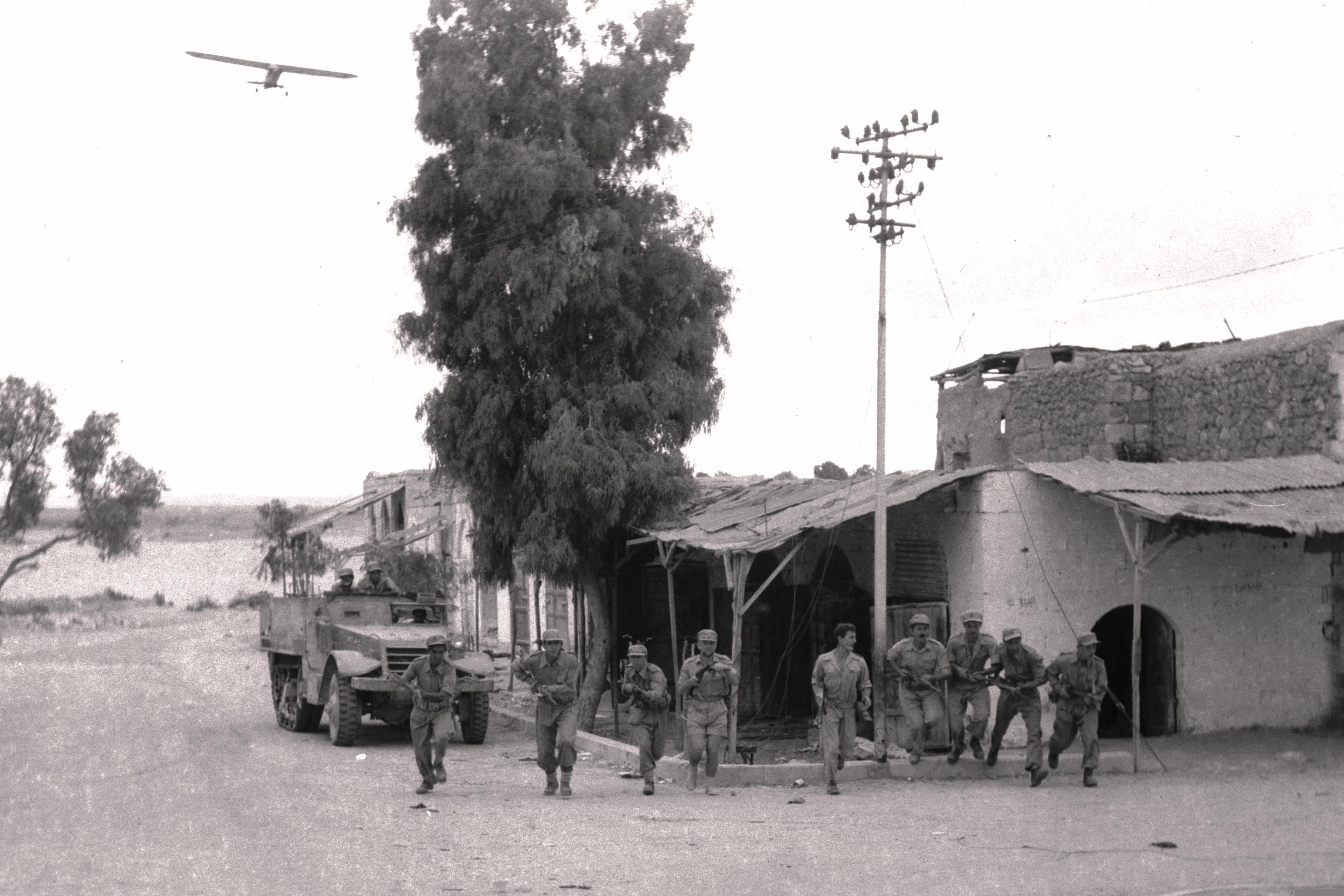
Truppe israeliane a Beersheba (20 ottobre 1948).

- Beersheba, attacco militare, espulsioni, 20 ottobre 1948
- Umm al-Rashrash

### Sotto-distretto di Beisan
- al-Ashrafiyya
- al-Bira
- al-Fatur
- al-Ghazzawiyya
- al-Hamidiyya
- al-Hamra
- al-Khunayzir

- al-Murassas
- al-Sakhina
- al-Samiriyya
- al-Tira
- Arab al-'Arida
- Arab al-Bawati
- Arab al-Safa

- Beisan
- Danna
- Farwana
- Jabbul
- Kafra
- Kawkab al-Hawa

- Khirbat al-Taqa
- Khirbat Umm Sabuna
- Khirbat Zawiya
- Masil al-Jizl
- Qumya
- Sirin - Ordine di evacuazione per i palestinesi, aprile–maggio 1948.[7]

- Tall al-Shawk
- Umm 'Ajra
- Yubla
- Zab'a

### Sotto-distretto di Gaza
- al-Batani al-Gharbi
- al-Batani al-Sharqi
- al-Falluja
- al-Jaladiyya
- al-Jiyya
- al-Jura
- al-Khisas

- al-Masmiyya al-Kabira
- al-Masmiyya al-Saghira
- al-Muharraqa
- al-Sawafir al-Gharbiyya
- al-Sawafir al-Shamaliyya

- al-Sawafir al-Sharqiyya
- Arab Suqrir
- Isdud
- al-Majdal
- Barbara
- Barqa
- Bayt 'Affa
- Bayt Daras

- Bayt Jirja
- Bayt Tima
- Bil'in
- Burayr
- Dayr Sunayd
- Dimra
- Hamama
- Hatta
- Hiribya

- Huj
- Hulayqat
- Ibdis
- Iraq al-Manshiyya
- Iraq Suwaydan
- Julis
- Jusayr
- Karatiyya
- Kawfakha

- Kawkaba
- Najd
- Ni'ilya
- Qastina
- Simsim
- Summil
- Tall al-Turmus
- Yasur

al-Fallūja (28 febbraio 1949).

### Sotto-distretto di Haifa
- Abu Shusha
- Abu Zurayq
- al-Butaymat
- al-Ghubayya al-Fawqa
- al-Ghubayya al-Tahta
- al-Jalama
- al-Kafrayn
- al-Mansi
- Al-Mazar

- al-Rihaniyya
- al-Sarafand
- al-Sindiyana
- al-Tira
- Arab al-Fuqara
- Arab al-Nufay'at
- Arab Zahrat al-Dumayri
- Atlit
- Ayn Ghazal
- Balad al-Shaykh

- Barrat Qisarya
- Burayka
- Qisarya
- Daliyat al-Rawha'
- Ayn Hawd
- Hawsha
- Ijzim
- Jaba'
- Kabara
- Kafr Lam
- Khirbat al-Burj

- Khirbat al-Dumun
- Khirbat al-Kasayir
- Khirbat al-Manara
- Khirbat al-Mansura
- Khirbat al-Sarkas
- Khirbat al-Sawamir
- Khirbat Qumbaza
- Khirbat Lid
- Khirbat al-Shuna

- Khirbat Sa'sa'
- Khubbayza
- Naghnaghiya
- Qamun
- Qannir
- Qira
- Sabbarin
- Tantura[8]
- Tiberiade
- Umm al-Shawf
- Umm al-Zinat

- Wa'arat al-Sarris
- Wadi Ara
- Yajur

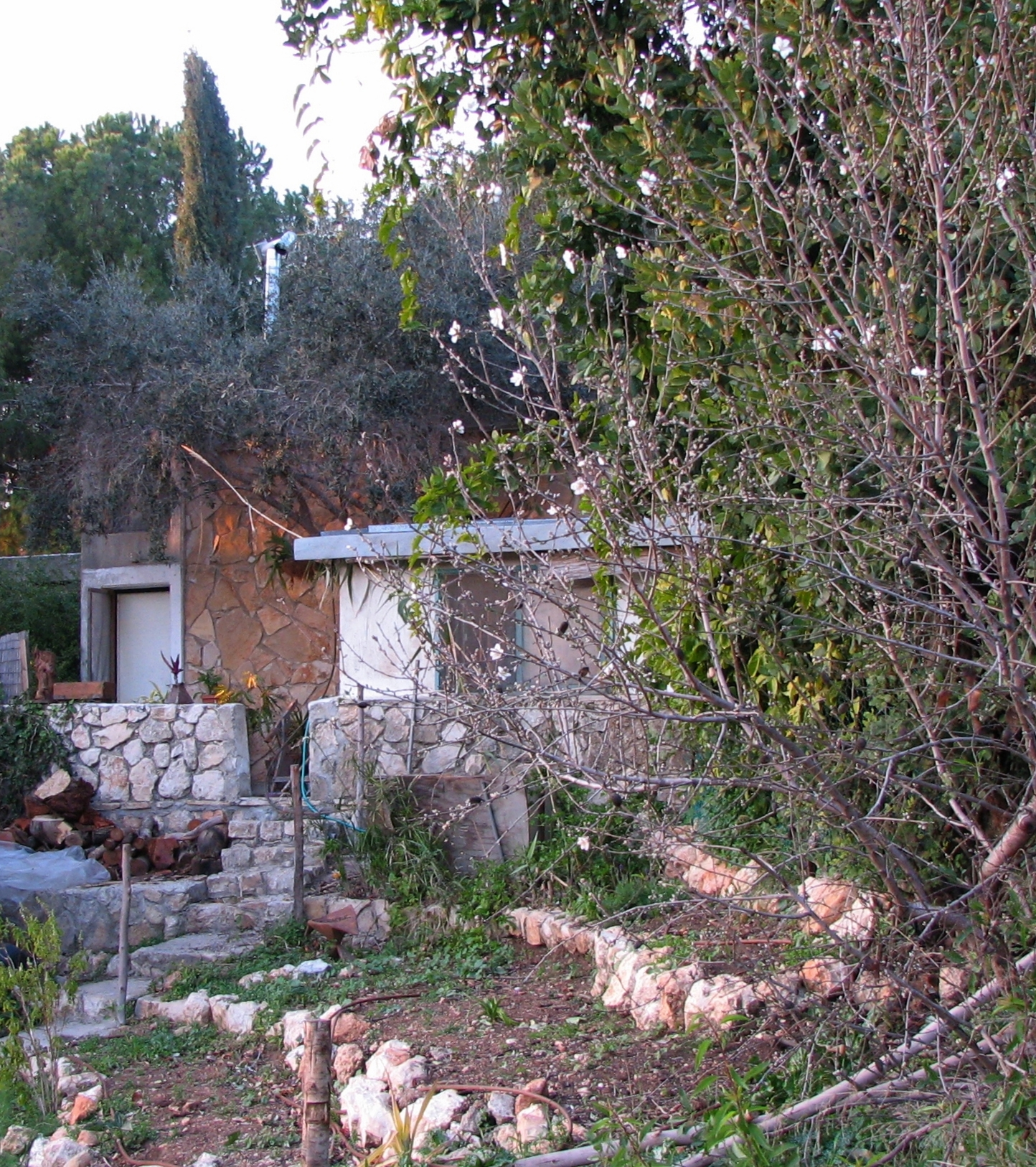
Ein Hod (2009)
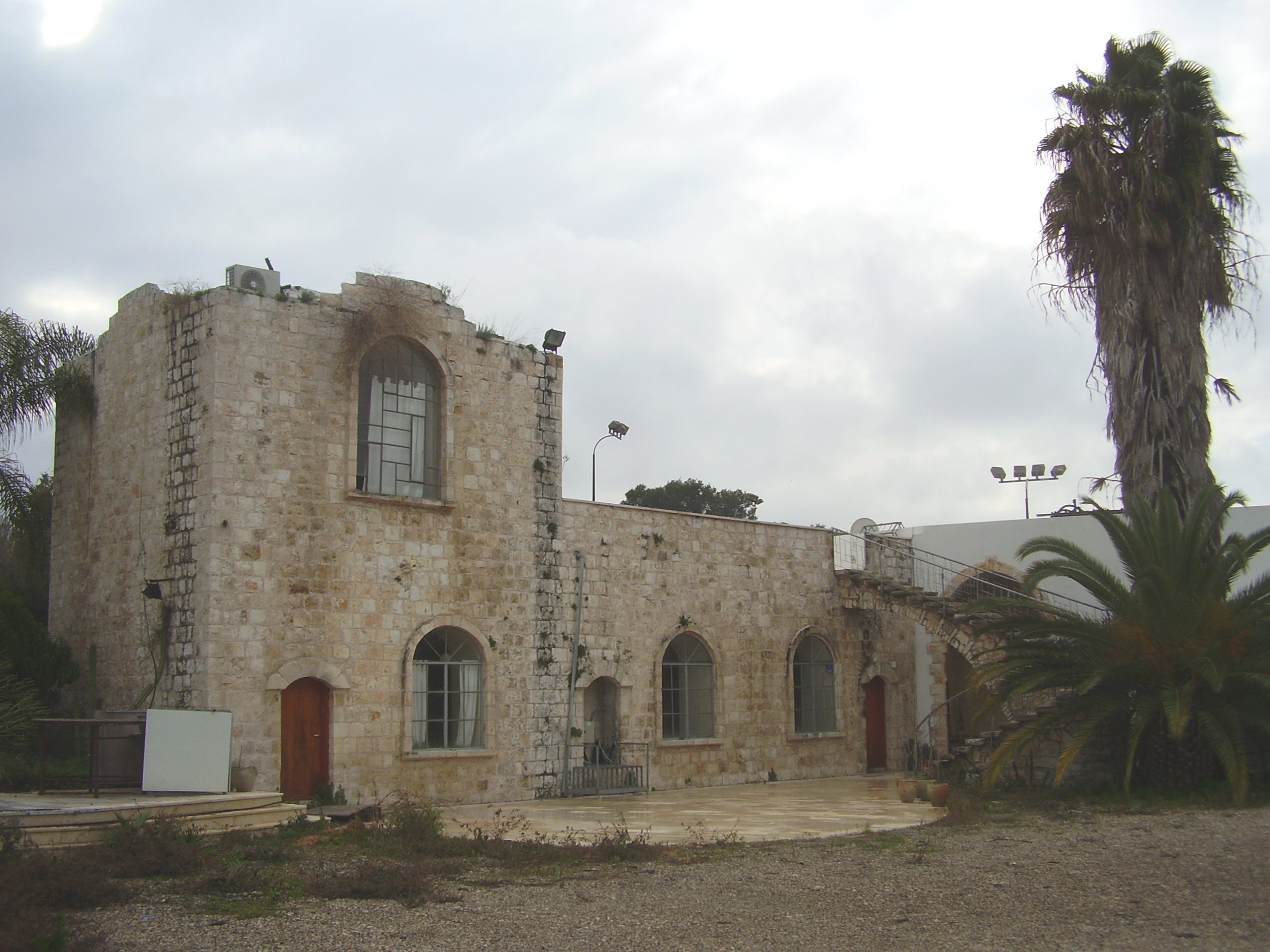
Wadi Ara (2007)

### Sotto-distretto di Hebron

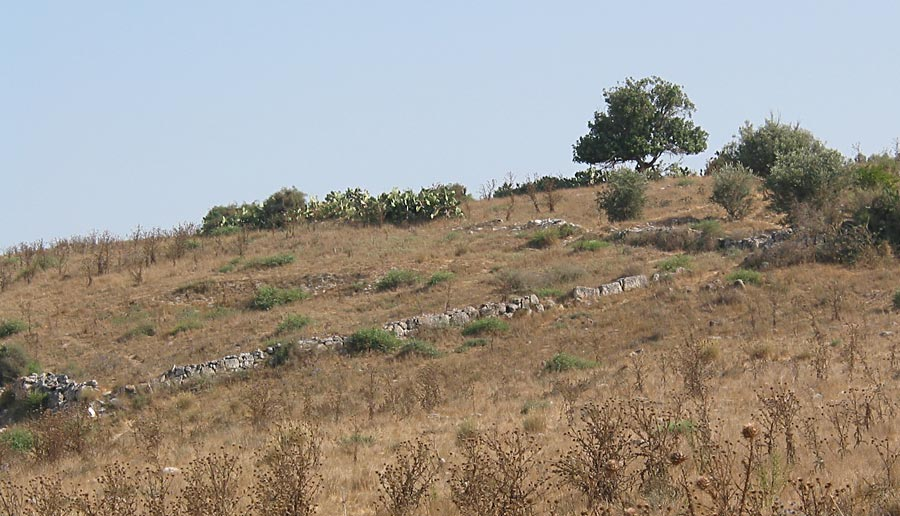
Bayt Jibrin (2005).

- 'Ajjur
- al-Dawayima - massacro[9]
- al-Qubayba
- al-Zakariyya
- Barqusya
- Bayt Jibrin
- Bayt Nattif
- Dayr Nakhkhas

- Deir al-Dubban
- Khirbat Umm Burj
- Kudna
- Mughallis
- Ra'na
- Tell al-Safi
- Zayta
- Zikrin

### Sotto-distretto di Giaffa

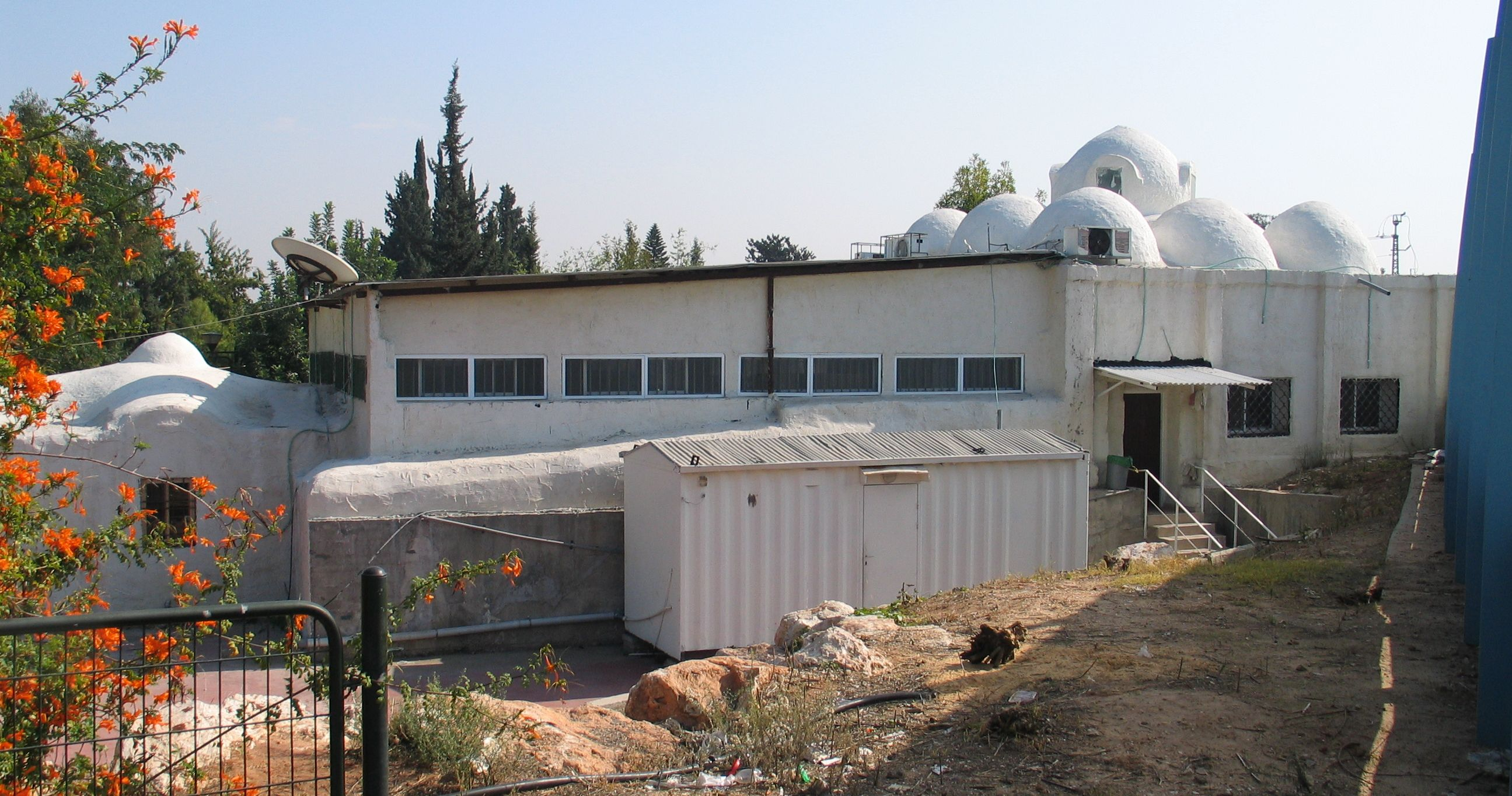
Yazur (2008)

- Abu Kishk
- al-'Abbasiyya
- al-Haram
- al-Jammasin al-Gharbi
- al-Jammasin al-Sharqi
- al-Khayriyya
- al-Mas'udiyya
- al-Mirr

- al-Muwaylih
- al-Safiriyya
- al-Sawalima
- al-Shaykh Muwannis
- Bayt Dajan
- Biyar 'Adas
- Fajja
- Ijlil al-Qibliyya

- Ijlil al-Shamaliyya
- Jarisha
- Kafr 'Ana
- Rantiya
- Salama
- Saqiya
- Yazur

- Yazur (2008)

### Sotto-distretto di Jenin
- Al-Mazar
- Ayn al-Mansi
- Khirbat al-Jawfa
- Lajjun
- Nuris

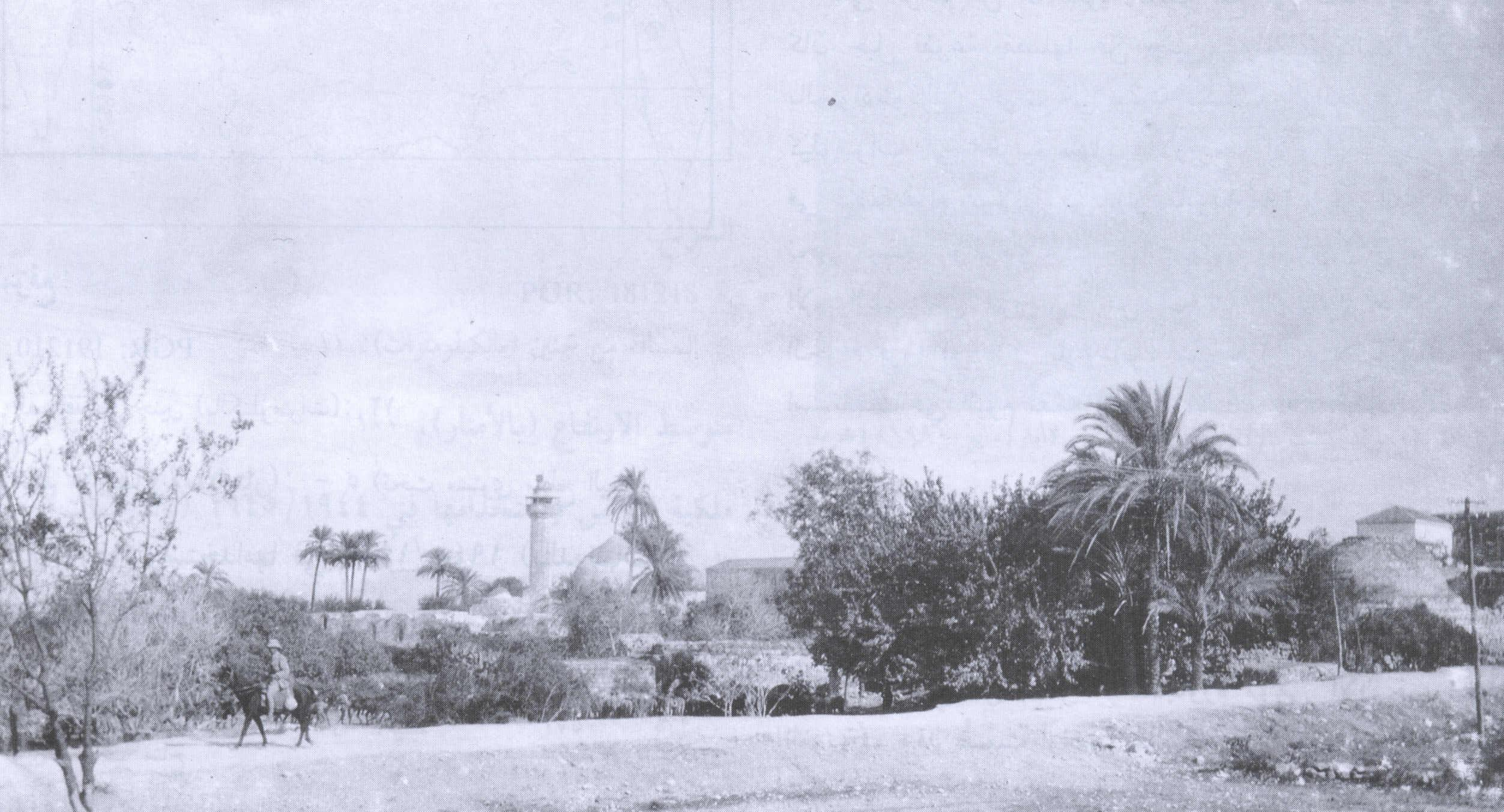
Zir'in

- Zir'in (1918)

### Sotto-distretto di Gerusalemme
- al-Burayj
- al-Jura
- al-Qabu
- al-Walaja
- Allar
- al-Qastal
- Aqqur
- Artuf
- Ayn Karim
- Bayt 'Itab
- Bayt Mahsir
- Bayt Naqquba
- Bayt Thul
- Bayt Umm al-Mays

- Dayr 'Amr
- Dayr Aban
- Dayr al-Hawa
- Dayr al-Shaykh
- Dayr Rafat
- Deir Yassin
- Ishwa
- Islin
- Jarash
- Kasla
- Khirbat al-'Umur
- Khirbat Al-Lawz
- Khirbat al-Tannur
- Khirbat Ism Allah

- Lifta
- al-Maliha
- Nitaf
- Qalunya
- Ras Abu 'Ammar
- Romema
- Sar'a
- Saris
- Sataf
- Shaykh Badr
- Suba
- Sufla

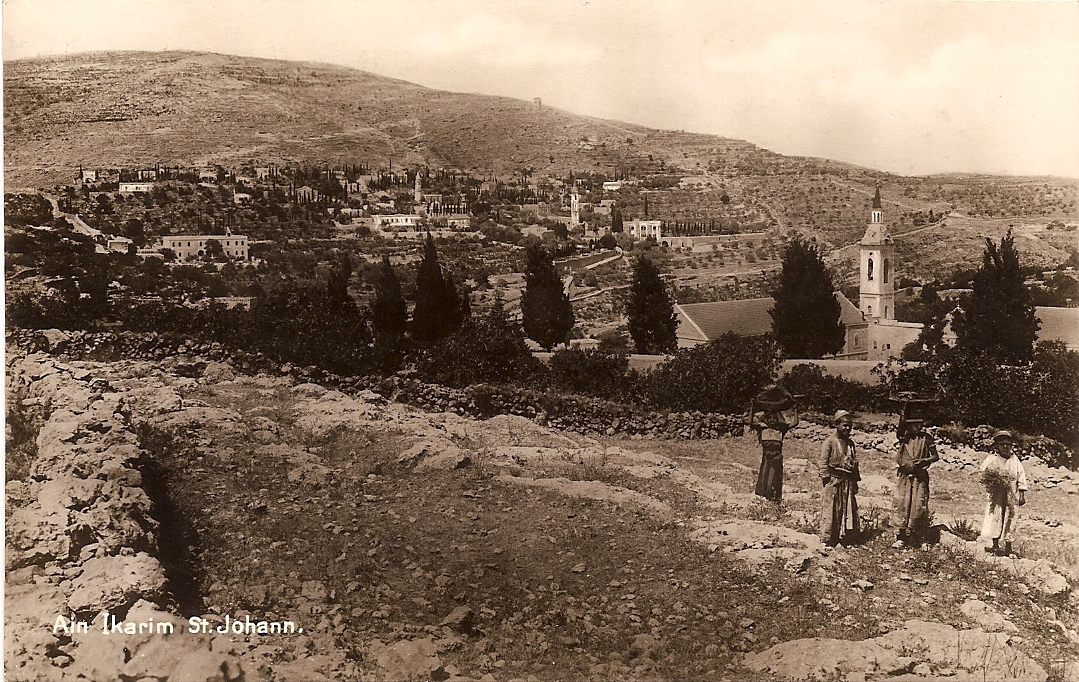
Cartolina da Ayn Karim

### Sotto-distretto di Nazaret
- al-Mujaydil
- Indur
- Ma'alul
- Saffuriyya

### Sotto-distretto di Ramle
- Abu al-Fadl
- Abu Shusha
- Ajanjul
- al-Barriyya
- al-Burj
- al-Haditha
- al-Khayma
- al-Kunayyisa
- al-Maghar
- al-Mansura
- al-Mukhayzin
- al-Muzayri'a
- al-Na'ani
- al-Qubab
- al-Qubayba
- al-Tina
- al-Tira
- Aqir
- Barfiliya
- Bashshit

- Bayt Jiz
- Bayt Nabala
- Bayt Shanna
- Bayt Susin
- Bir Ma'in
- Bir Salim
- Daniyal
- Dayr Abu Salama
- Dayr Ayyub
- Dayr Muhaysin
- Dayr Tarif
- Idnibba
- Innaba
- Jilya
- Jimzu
- Kharruba
- Khirbat al-Buwayra
- Khirbat al-Duhayriyya
- Khirbat Bayt Far
- Khirbat Zakariyya

- Khulda
- Latrun
- Majdal Yaba
- Nabi Rubin
- Qatra
- Qazaza
- Qula
- Sajad
- Salbit
- Sarafand al-Amar
- Sarafand al-Kharab
- Saydun
- Shahma
- Shilta
- Umm Kalkha
- Wadi Hunayn
- Yibna
- Zarnuqa

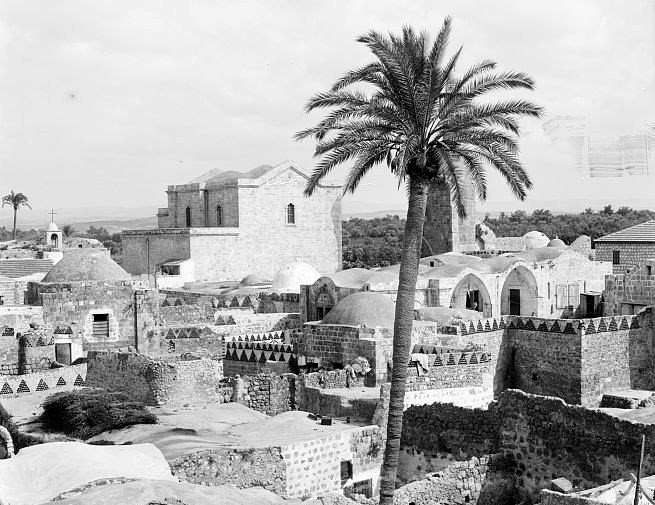
Lydda nel 1920
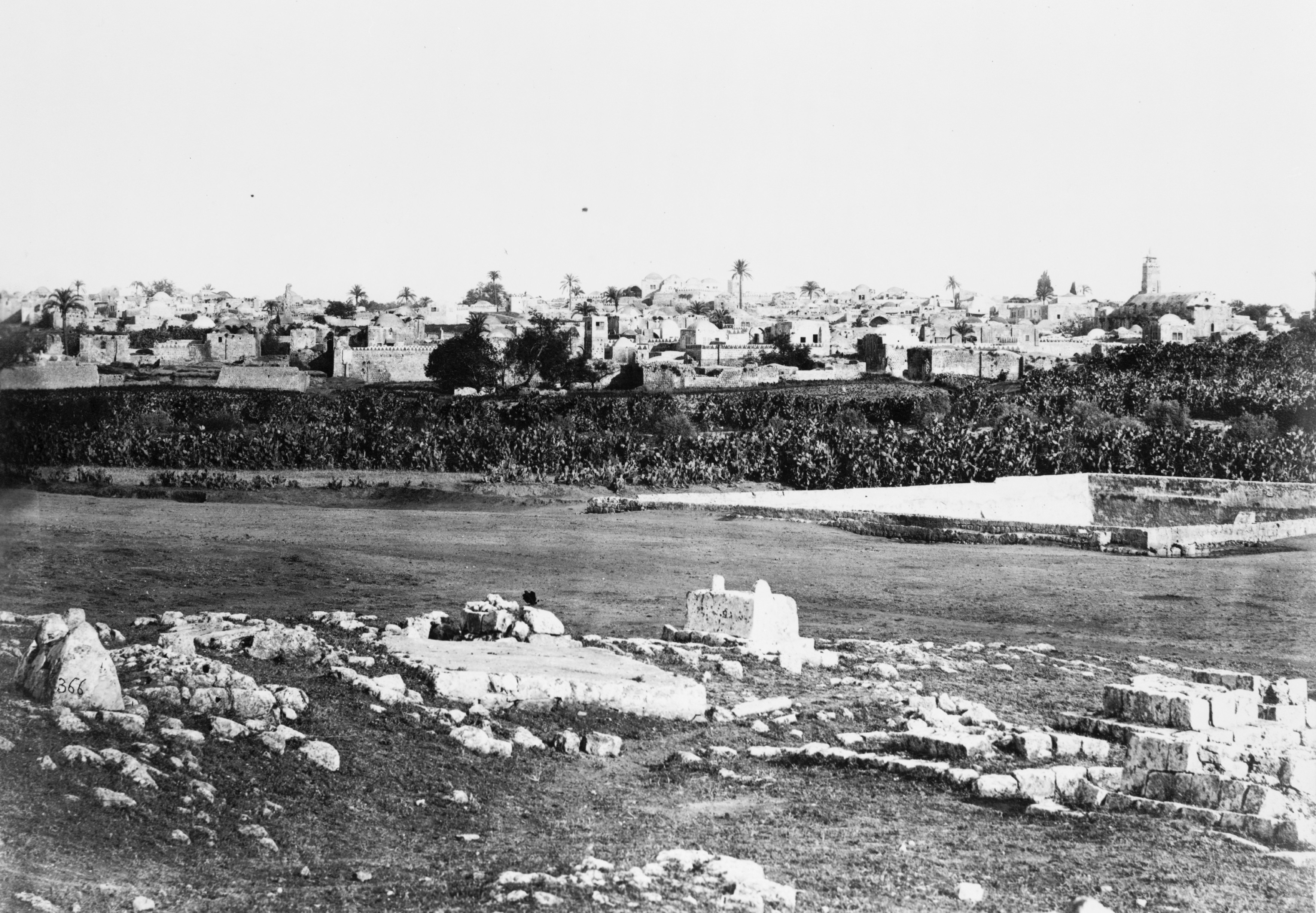
Ramle tra il 1870 e il 1880
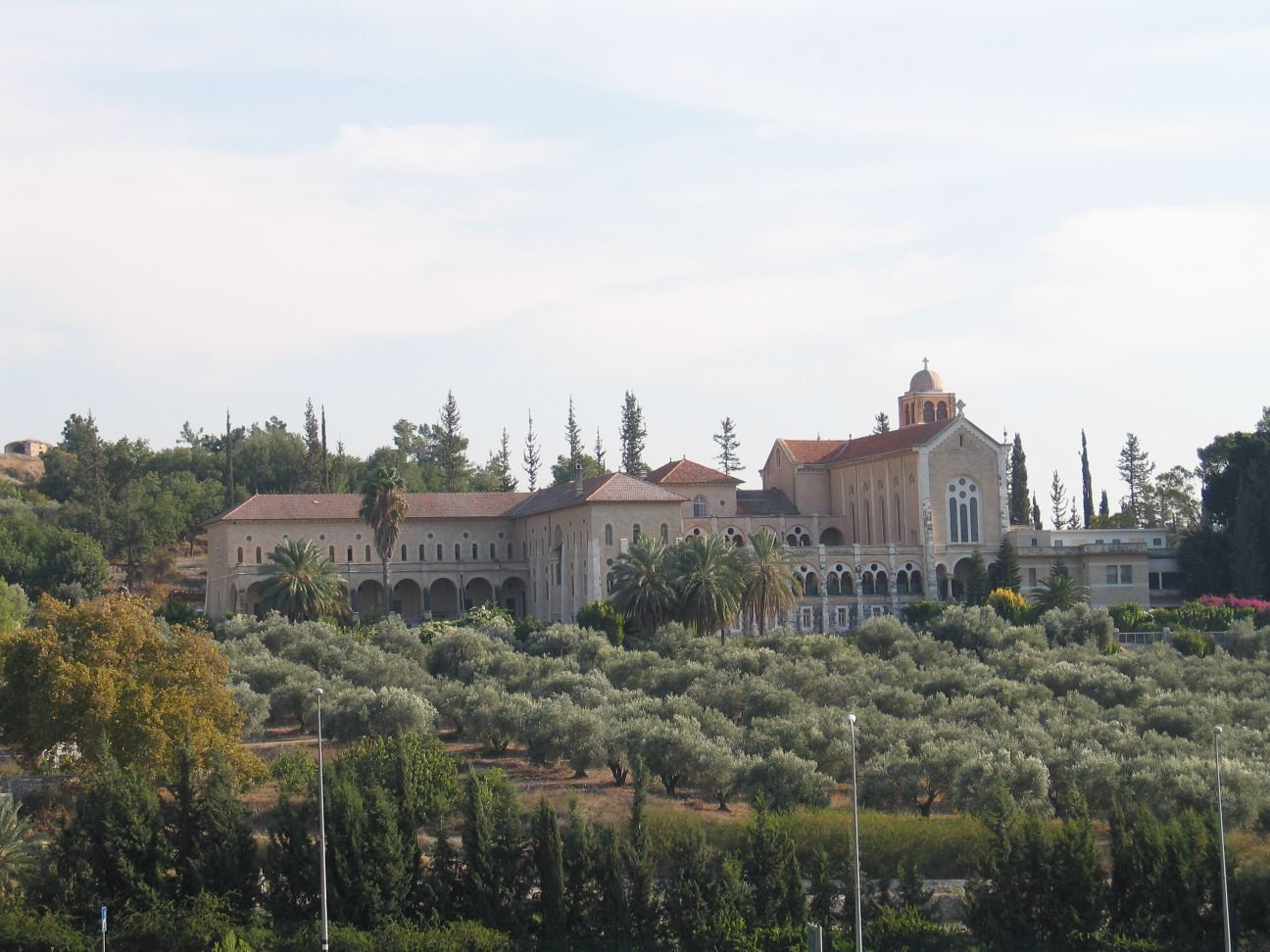
Il monastero trappista a Latrun

### Sotto-distretto di Safad

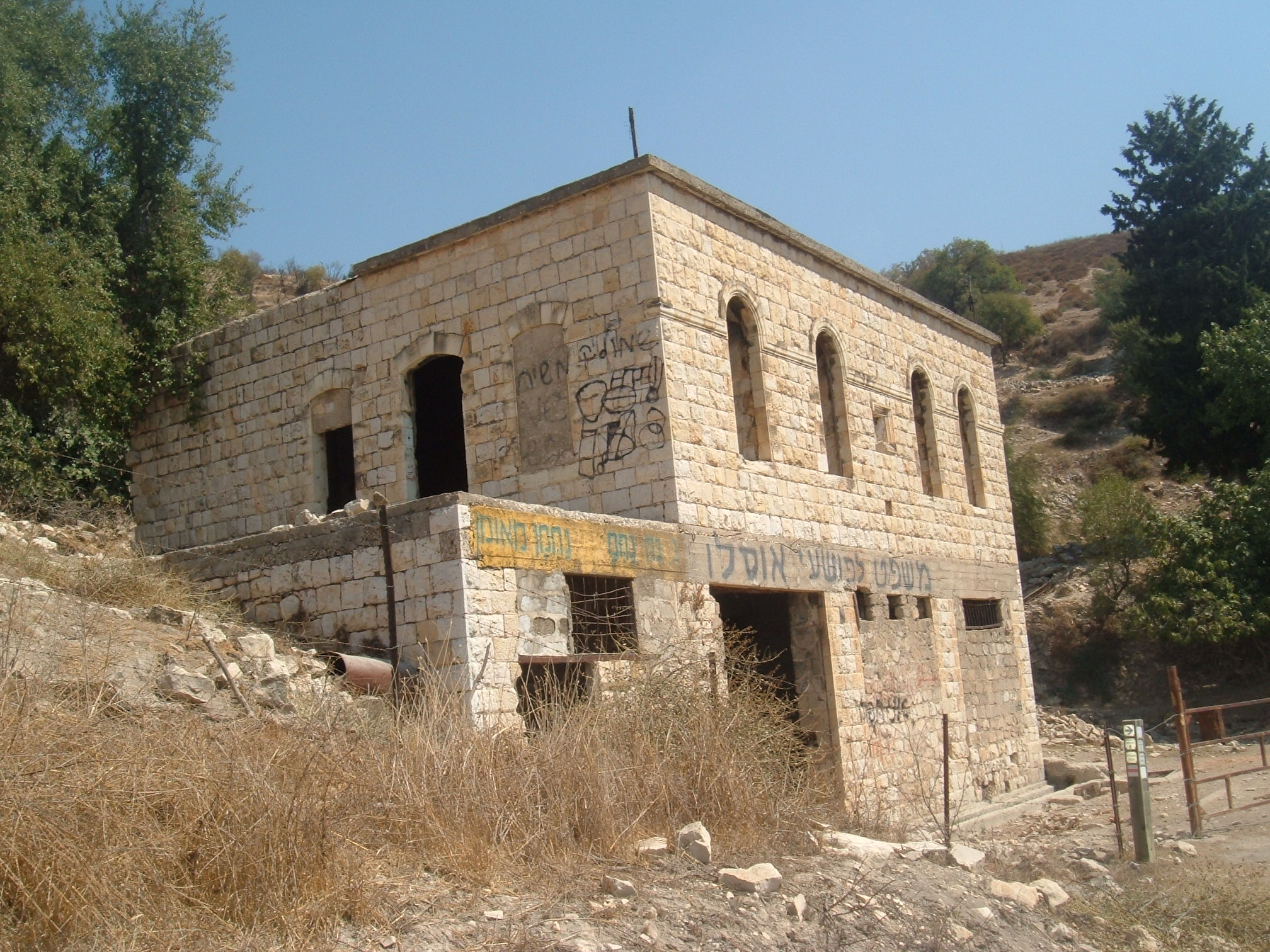
'Ayn al-Zaytun
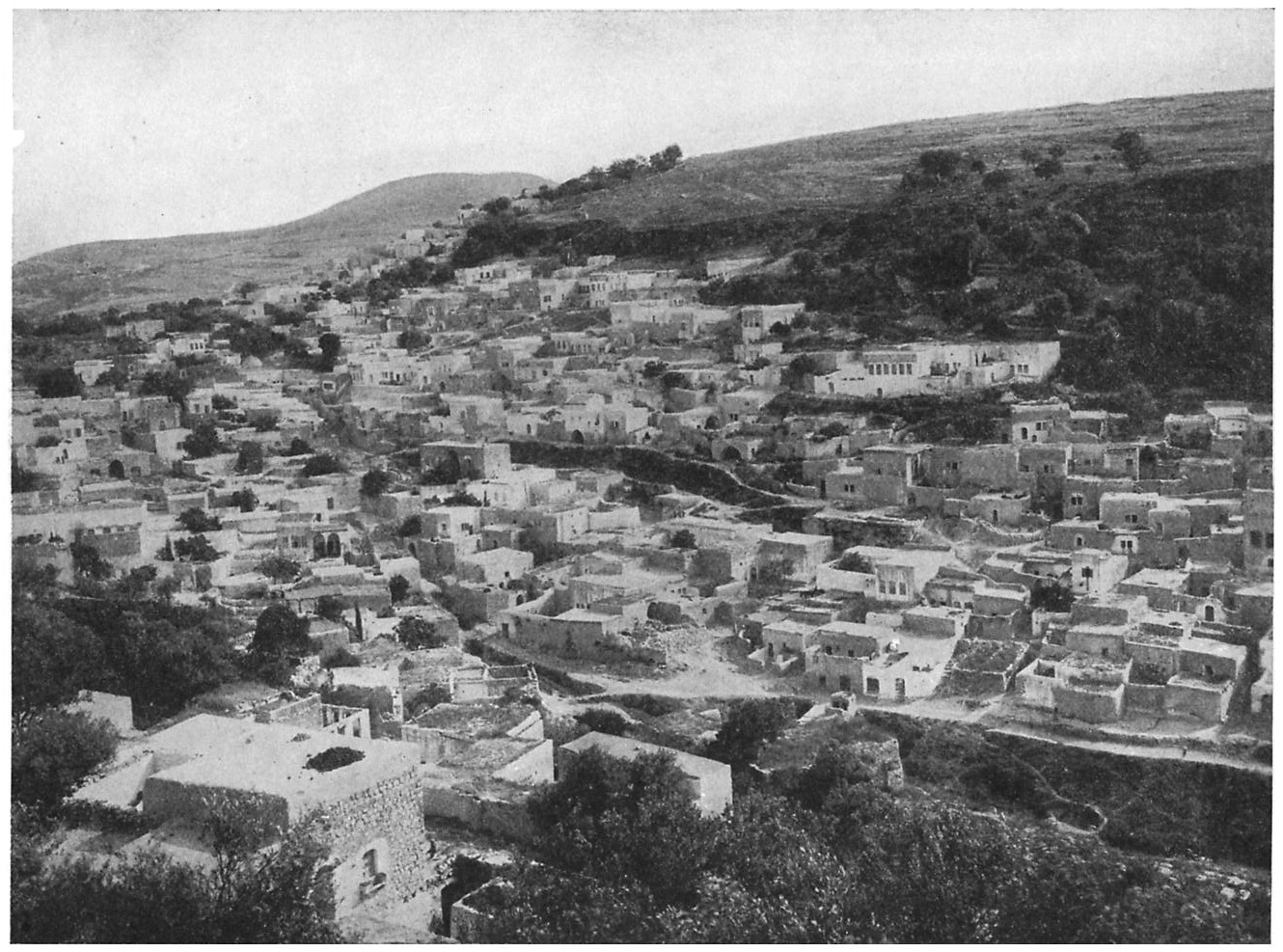
Safad, 1908

- 'Akbara
- Abil al-Qamh
- al-'Abisiyya
- al-'Ulmaniyya
- al-'Urayfiyya
- al-Butayha
- al-Buwayziyya
- al-Dawwara
- al-Dirbashiyya
- al-Dirdara
- al-Hamra'
- al-Husayniyya
- al-Ja'una
- al-Khalisa
- al-Khisas
- al-Malkiyya
- al-Manshiyya
- al-Mansura
- al-Muftakhira
- al-Na'ima
- al-Nabi Yusha'
- al-Qudayriyya
- al-Ras al-Ahmar
- al-Salihiyya
- al-Sammu'i
- al-Sanbariyya

- al-Shawka al-Tahta
- al-Shuna
- al-Wayziyya
- al-Zahiriyya al-Tahta
- al-Zanghariyya
- al-Zuq al-Fawqani
- al-Zuq al-Tahtani
- Alma
- Ammuqa
- Arab al-Shamalina
- Arab al-Zubayd
- Baysamun
- Biriyya
- Dallata
- Dayshum
- 'Ayn al-zaytun
- Fara
- Farradiyya
- Fir'im
- Ghabbatiyya
- Ghuraba
- Harrawi
- Hunin
- Jahula
- Jubb Yusuf
- Kafr Bir'im

- Khan al-Duwayr
- Khirbat al-Muntar
- Khirbat Karraza
- Khiyam al-Walid
- Kirad al-Baqqara
- Kirad al-Ghannama
- Lazzaza
- Madahil
- Mallaha
- Mansurat al-Khayt
- Marus (Safad)
- Meiron
- Mughr al-Khayt
- Qabba'a
- Qadas
- Qaddita
- Qaytiyya
- Sa'sa'
- Sabalan
- Safad
- Safsaf - massacro[10]
- Saliha - massacro[9]
- Taytaba
- Tulayl
- Yarda
- al-Zawiya

- 'Ayn al-Zaytun
- Safad, 1908

### Sotto-distretto di Tiberiade

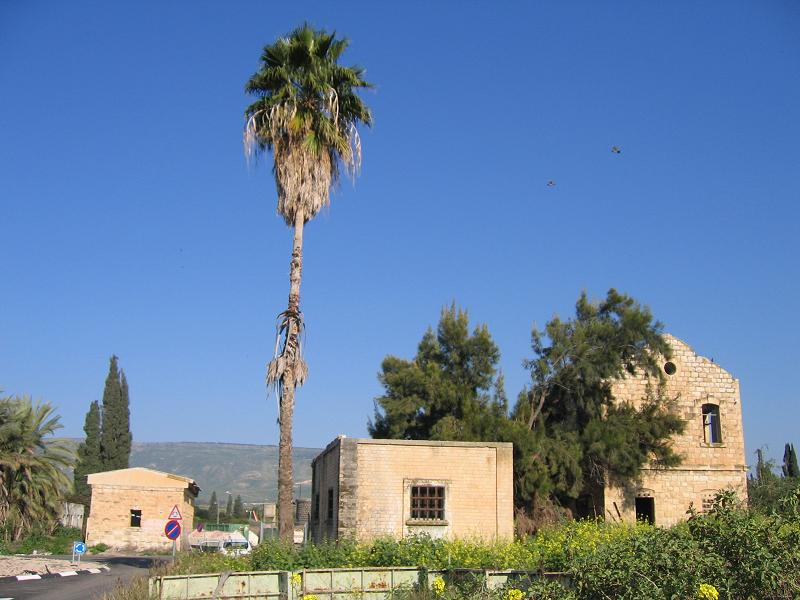
Samakh (2006)
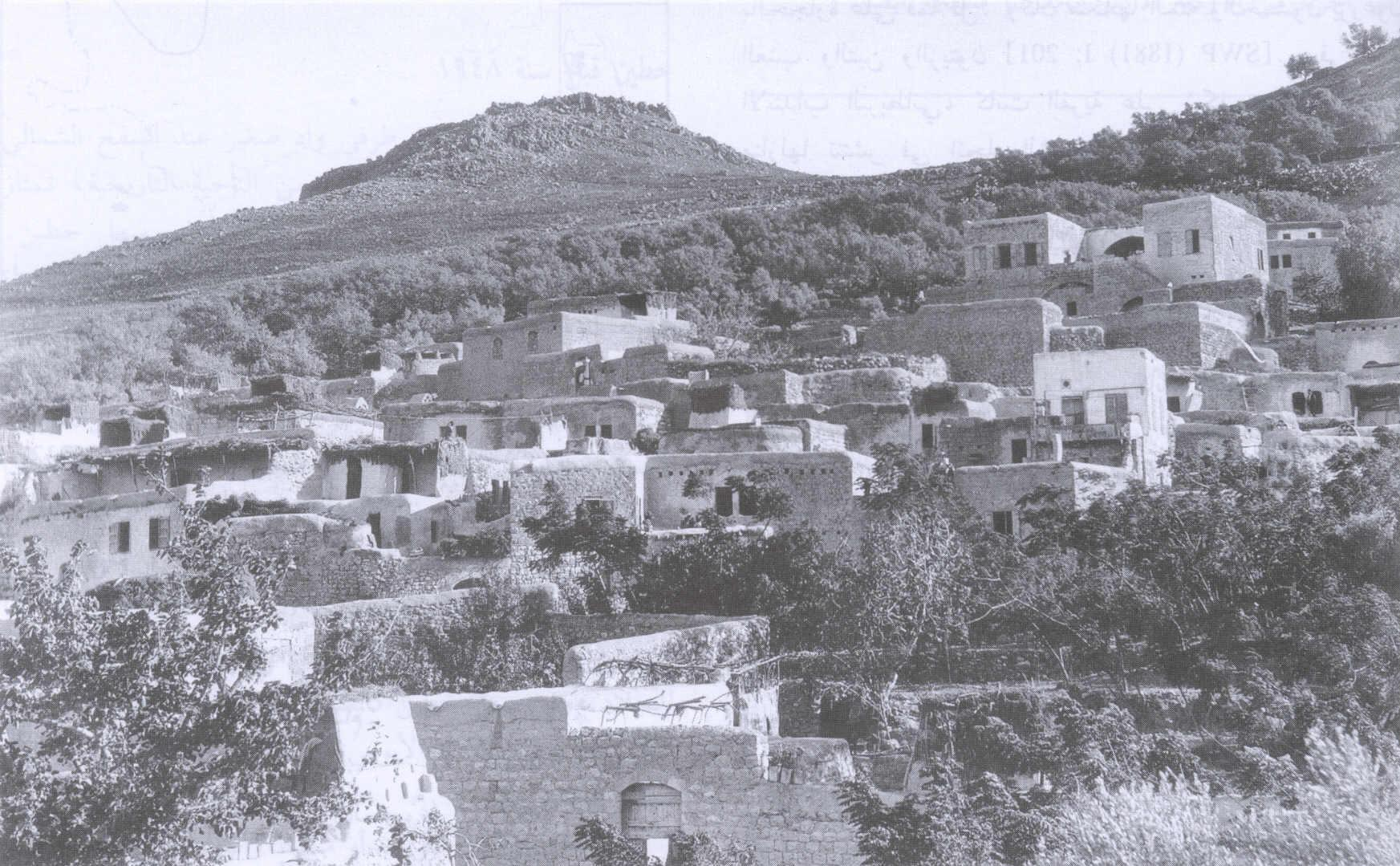
Hittin (1934)

- al-'Ubaydiyya
- al-Dalhamiyya
- al-Hamma
- al-Majdal
- al-Manara
- al-Manshiyya
- al-Mansura
- al-Nuqayb

- al-Samakiyya
- al-Samra
- al-Shajara
- Awlam
- Ghuwayr Abu Shusha
- Hadatha
- Hittin
- Kafr Sabt

- Khirbat al-Wa'ra al-Sawda'
- Lubya
- Ma'dhar
- Nasir al-Din
- Nimrin
- Samakh
- Tabgha
- Yaquq

- Samakh (2006)
- Hittin (1934)

### Sotto-distretto di Tulkarm
- al-Jalama
- al-Manshiyya
- Bayyarat Hannun
- Fardisya
- Ghabat Kafr Sur
- Kafr Saba

- Khirbat al-Majdal
- Khirbat al-Zababida
- Khirbat Bayt Lid
- Khirbat Zalafa
- Miska
- Qaqun

- Raml Zayta
- Tabsur
- Umm Khalid
- Wadi al-Hawarith
- Wadi Qabbani

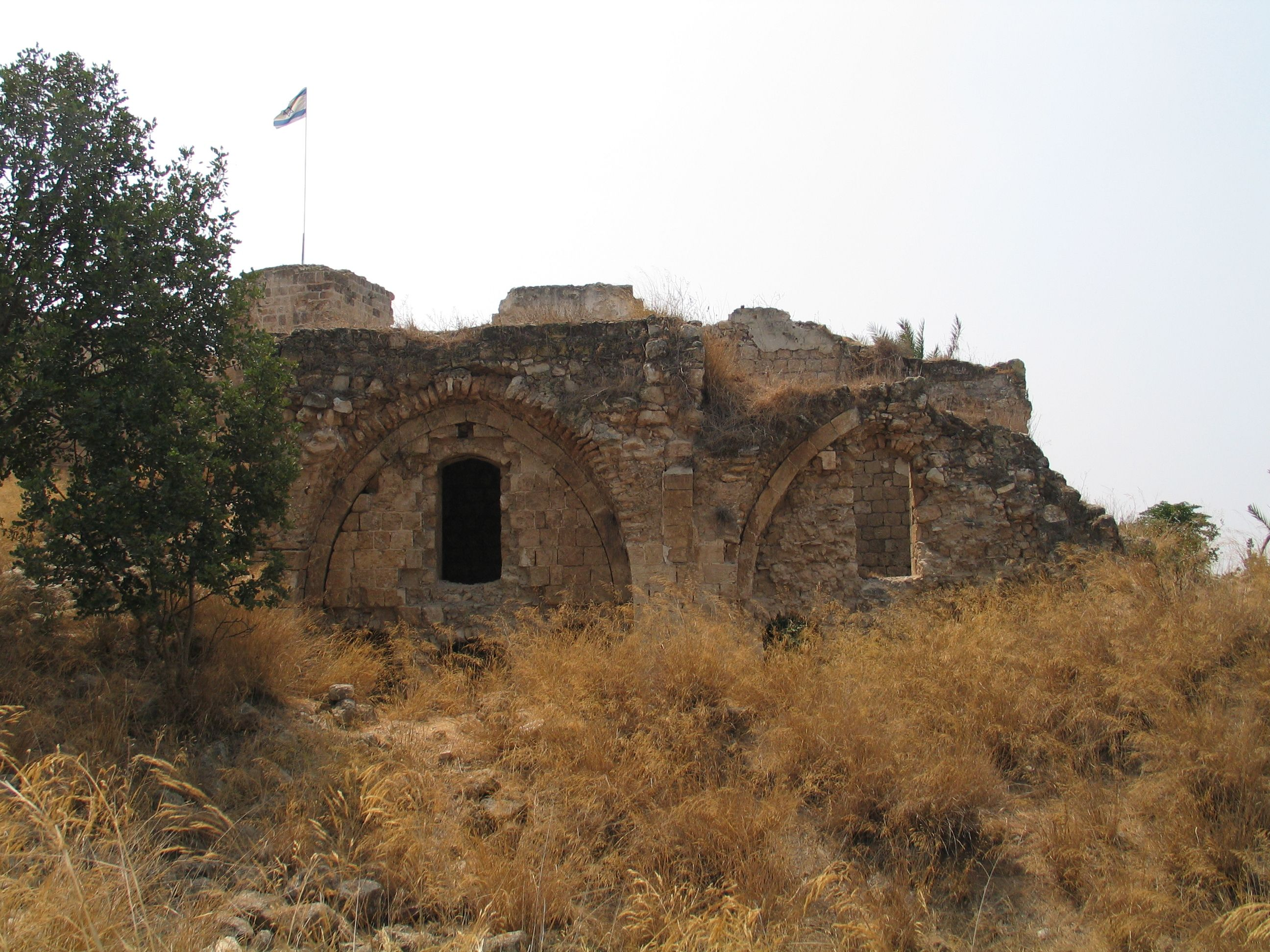
Fortezza di Qaqun (2008)